# Gylve Fenriz Nagell
Gylve Nagell Fenriz (Kolbotn, 28 november 1971) is een Noors musicus en politicus die bekendheid verwierf door zijn band Darkthrone die hij in 1986 samen met Ivar Enger en Anders Risberget oprichtte in zijn geboorteplaats Kolbotn, een dorp in de buurt van Oslo. Naast Darkthrone richtte hij nog tal van soloprojecten op en speelde in tal van andere bands, onder andere Isengard. Momenteel speelt Fenriz in twee bands, namelijk, Darkthrone en Valhall.
Buiten zijn muzikale activiteiten is hij postsorteerder en politicus. Zo werd hij in 2016 gemeenteraadslid van Kolbotn. Hij stelde zich kandidaat voor de grap, waarbij hij de slogan "stem niet voor mij" gebruikte, dit met een foto waarbij hij zijn kat vasthield. Hij werd verkozen en werd voor twee jaar raadslid.

## Biografie
Gylve Nagell maakte voor het eerst kennis met heavy metal toen hij drie jaar was. Hij kreeg toen voor zijn verjaardag een LP van Uriah Heep van zijn oom. Toen hij vijf werd, maakte hij papieren riemen om Mick Box van Uriah Heep na te spelen. Tegen zijn tiende jaar was hij fan van veel rock- en metalbands zoals: The Doors, AC/DC en Steppenwolf.
In 1986 richtte hij samen met zijn vrienden Ivar Enger en Anders Risberget de band Darkthrone op dat toen nog punkmuziek maakte en later death metal. Rond 1991 begon Darkthrone black metal te maken. Ted Skjellum, die toetrad in 1988 koos toen voor de artiestennaam "Nocturno Culto". Gylve koos voor "Fenriz" en Ivar Enger werd "Zephyrous". Tegenwoordig zijn enkel Fenriz en Nocturno Culto nog lid van de band.
- Bibsys: 8024983
- Bibliothèque nationale de France: cb167473832 (data)
- Gemeinsame Normdatei: 1228468451
- International Standard Name Identifier: 0000 0003 6354 4243
- Library of Congress Control Number: no2015048025
- MusicBrainz: beeaac75-8fd7-4aee-adb2-4eacf54c4f49
- Virtual International Authority File: 225217758
- WorldCat: E39PBJqqrDFCMPWjbkrQRt6Frq